# Chris Law
Christopher Murray Alexander Law (né le 21 octobre 1969) est un homme politique du Parti national écossais (SNP). Il est député de Dundee West depuis 2015, remportant un siège détenu par le Parti travailliste pendant les 65 années précédentes.

## Jeunesse et éducation
Law est né à Édimbourg en 1969 et grandit à Fife, où il fréquente Glenwood High à Glenrothes puis plus tard au Madras College de St Andrews. Law suit ensuite une formation de chef français, puis va à l'Université de St Andrews où il obtient un diplôme en anthropologie sociale. Il développe un amour de l'Inde alors qu'il est à l'université et pendant dix ans exploite une entreprise offrant des visites de l'Himalaya sur des motos des années 1950. Pendant une décennie après son retour en Écosse, il est conseiller financier à Dundee. Law rejoint initialement le SNP en 1999, puis revient au Royaume-Uni en 2010.

## Carrière politique
Law est un militant du Oui lors du référendum sur l'indépendance de l'Écosse en 2014 et est le fondateur de la tournée routière Spirit of Independence des communautés qui parcourt l'Écosse dans un camion de pompiers rénové de la Déesse verte.
Il est choisi pour se présenter dans la circonscription de Dundee West aux élections générales de 2015 et obtient 27 684 voix - 61,9% - à un siège tenu par le Parti travailliste, avec une majorité de 17 092 voix. De 2015 à 2017, il siège au comité des affaires écossaises. Lors de l'élection générale de 2017, il conserve son siège, recueillant 18 045 voix (46,7%), en baisse de 15,3% par rapport à l'élection générale de 2015 deux ans auparavant. Sa majorité est réduite à 5 262 voix - 13,6%. À la suite de sa réélection, Law est nommé porte-parole du SNP à Westminster pour le développement international et la Justice climatique, et siège maintenant en tant que seul membre non travailliste ou conservateur du Comité du développement international.
Lors de l'élection générale de 2019, il retrouve son siège, recueillant 22 355 voix (53,8%), en hausse de 7,1% par rapport à l'élection de 2017. Sa majorité est portée à 12 259 - 29,5%. Après sa réélection, Law est nommé secrétaire d'État fantôme du SNP pour le développement international et continue de siéger au Comité du développement international.
En septembre 2017, Law signe une lettre commune dénonçant les efforts du gouvernement espagnol pour bloquer le référendum sur l'indépendance de la Catalogne de 2017.
Le 25 avril 2018, Law organise un débat au Palais de Westminster sur la « protection des enfants dans les conflits ». Dans son discours, il appelle le gouvernement britannique à faire davantage pour protéger et prévenir la violence contre les enfants dans les zones de conflit, telles que le Yémen et le Soudan du Sud.
Law est coprésident du Groupe parlementaire multipartite sur les jeux vidéo. En octobre 2018, Law soutient les appels de l'Association des développeurs indépendants de jeux pour un fonds d'investissement dans les jeux vidéo dans le budget d'automne du chancelier.
Il est un partisan du droit à l'autodétermination du Tibet. En septembre 2018, avec les députés Tim Loughton et Kerry McCarthy, il est reçu en audience par le 14e dalaï-lama et s'adresse aux membres de l'administration centrale tibétaine lors d'une visite à Dharamsala. En tant que coprésident du groupe parlementaire multipartite pour le Tibet, Law et son co-président Tim Loughton appellent l'UE à adopter un équivalent de la loi américaine sur l'accès réciproque au Tibet, Reciprocal Access to Tibet Act of 2018. En février 2025, Chris Law est élu président d'un groupe parlementaire multipartite pour le Tibet nouvellement reformé.
Il est partisan des lois de réforme de la drogue. À la suite de sa réélection en 2019, il soutient la dépénalisation de la drogue et la création de salles de consommation de drogue à Dundee.